# ツマンスキー R-15
ソユーズ / ツマンスキー R-15BD-300 は軸流式のアフターバーナー付単軸ターボジェットエンジンである。

## 開発
ツマンスキー R-15は冷戦期の1950年代にツマンスキー設計局によって開発された。当初は高高度を高速で飛行する無人機に使用するために設計されていたが、数年後、計画は放棄された。
ソビエト連邦には軽量化に役立つチタン合金のような素材がなかったため、エンジンは主に鋼鉄でできていた。重量はエンジンの限界を制約する要素になり、無人機に使用されなかった理由のひとつになった。

## 性能
R-15 は高高度で強い推力と優れた性能を発揮したが、同時に大きな欠点を伴っていた。推力はアフターバーナー不使用時で 7,500 kg重 (73.5 kN, 16,500 lbf) 、アフターバーナー使用時には 11,200 kg重 (110 kN, 24,700 lbf) であった。これにより、R-15 を二基装備する MiG-25 はマッハ3.2に達した。しかしマッハ3以上の速度では、エンジンがポンプを通して燃料を吸い取ろうとする力が、燃料の流れを制御するポンプの能力を超えてしまう。その時点で、空気の流れが低圧の圧縮機を迂回して、エンジン全体としてはラムジェットエンジンのような状態になり、エンジン出力制御が不可能になった。サージングが起きるか燃料タンクが空になれば元の状態に戻ることもできたが、もっと可能性の高い結末は、エンジンの様々な部品が圧縮機の吸引力によって燃焼室とタービンを通して引き剥がされ、エンジン全体が破壊されるというものであった。
また、R-15 は燃料消費が多すぎるという問題も抱えており、特に低空ではその程度が著しかった（ただし低空での燃費悪化は全てのジェットエンジンに共通した悩みだった）。このことはR-15 を搭載する航空機の運用を制約し、例えば MiG-25 の行動半径は、アフターバーナーを使用せず、高度、速度、大気条件が理想的な場合でも1200 kmに過ぎない。
しかしエンジンの高高度性能は良好で、MiG-25 の高度2万4000mでの燃費や速度は、1960年代初頭の同時期の西側諸国のどの航空機よりも優れていた。その上スーパークルーズを行うこともできた。

## 種類
R-15-300
R-15-300M
R-15B-300
R-15BD-300
R-15BF2-300

## 搭載機
R-15BD-300 を搭載する航空機は MiG-25 のみである。このエンジンによって MiG-25 は世界最速（マッハ3.2）の量産機となった（2009年1月現在）。